# ペルットゥ・キヴィラークソ
ペルットゥ・キヴィラークソ（Perttu Kivilaakso、1978年5月11日ヘルシンキ生まれ）はフィンランドのチェロ奏者で、アポカリプティカのメンバー。ほかのメンバー同様シベリウス音楽院卒